# Площа Святої Марії (Краків)
Площа Святої Марії (Маріацька Площа) (пол. Plac Mariacki) - площа в Кракові, в районі Старого міста, в Старому місті, що примикає до площі Ринок. Посеред площі стоїть костел Святої Марії. Площа була створена після 1802 року на місці ліквідованого парафіяльного цвинтаря при костелі Св. Марії. Територія колишнього некрополя зараз вимощена білими кубами.
У південній частині площі розташований фонтан – пам'ятник студенту. Його спроектував Ян Будзіло, а фігуру (збільшену копію однієї зі скульптур пророків з рами центральної шафи вівтаря Віта Ствоша) виконав Францішек Кальфас. Це подарунок краківських майстрів місту, виготовлений у 1958 році .

## Будівлі
На площі Святої Марії є кілька будівель:
- № 1 – Кам'яниця під ефіопами.
- № 2 – кам'яниця пенітенціаріїв Святої Марії, збудована наприкінці XIV ст. У 1637р пенітенціарії придбали цю кам'яницю у родини Риневичів. Остаточний вигляд споруда набула у другій половині ХІХ ст.
- № 3 – будинок Хіполитов – міщанська кам’яниця. Збереглося багато старих архітектурних деталей: готичні, ренесансні та барокові кам'яні портали, балкові стелі, багата ліпнина Бальдассаре Фонтана, розписи XVIII ст. Колись фасад був прикрашений сграфіто. Назва будинку походить від його колишніх власників – італійської купецької родини.
- № 4 (на розі з вул. Шпітальною ) – Будинок прелата, оздоблений сграфіто, збудований на місці двох старих будинків у 1618–1619 рр. Мацей Літвінкович. Аттик, що увінчує будівлю, вважається прикладом типового краківського аттика, був збудований архітектором Яном Заторчиком у 1625 році. На будівлі латинський девіз Pateat amicis et miseris ( Нехай буде відкрито для друзів і бідних ), а над брамою герб Сулима протоієрея Кшиштофа Тшцінського. Всередині будинку кімнати, стелі дерев'яні, в залі старовинна ліпнина.
- № 5 – Будинок вікарія. Старий Будинок вікарія, що стояв тут, був знесений у 1931 році. Нинішній, спроектований Францішеком Мончинським, був збудований у 1932 році.
- № 6 – Будинок Над Брамою
- Архипресвітерська церква Успіння Пресвятої Богородиці
- костел св. Барбари , вхід до костелу є з площі Святої Марії, але його адреса Малий Ринок 9.
- № 7 – Будинок мансіонських священиків, збудований у 1912 році за проектом Адольфа Шишко-Богуша .
- № 8 – Будинок під Гетсиманією, раніше прикрашений скульптурою Віта Ствоша «Христос в Гетсиманії». Перед Першою світовою війною власник будинку, відомий краківський купець і громадський діяч Людвіг Гальський, подарував його Національному музею, а на його місці поставив копію, яка стоїть там і донині.
- № 9 – на розі площі Святої Марії та Головного Ринку була кам’яниця на Барщові, де жив і писав Станіслав Виспянський ( Варшавянка, Легіон, Клотва, Веселе). Про це нагадує табличка за проектом Кароля Гукана. Будинок, який стоїть тут сьогодні, вважається зразком архітектури модерну.

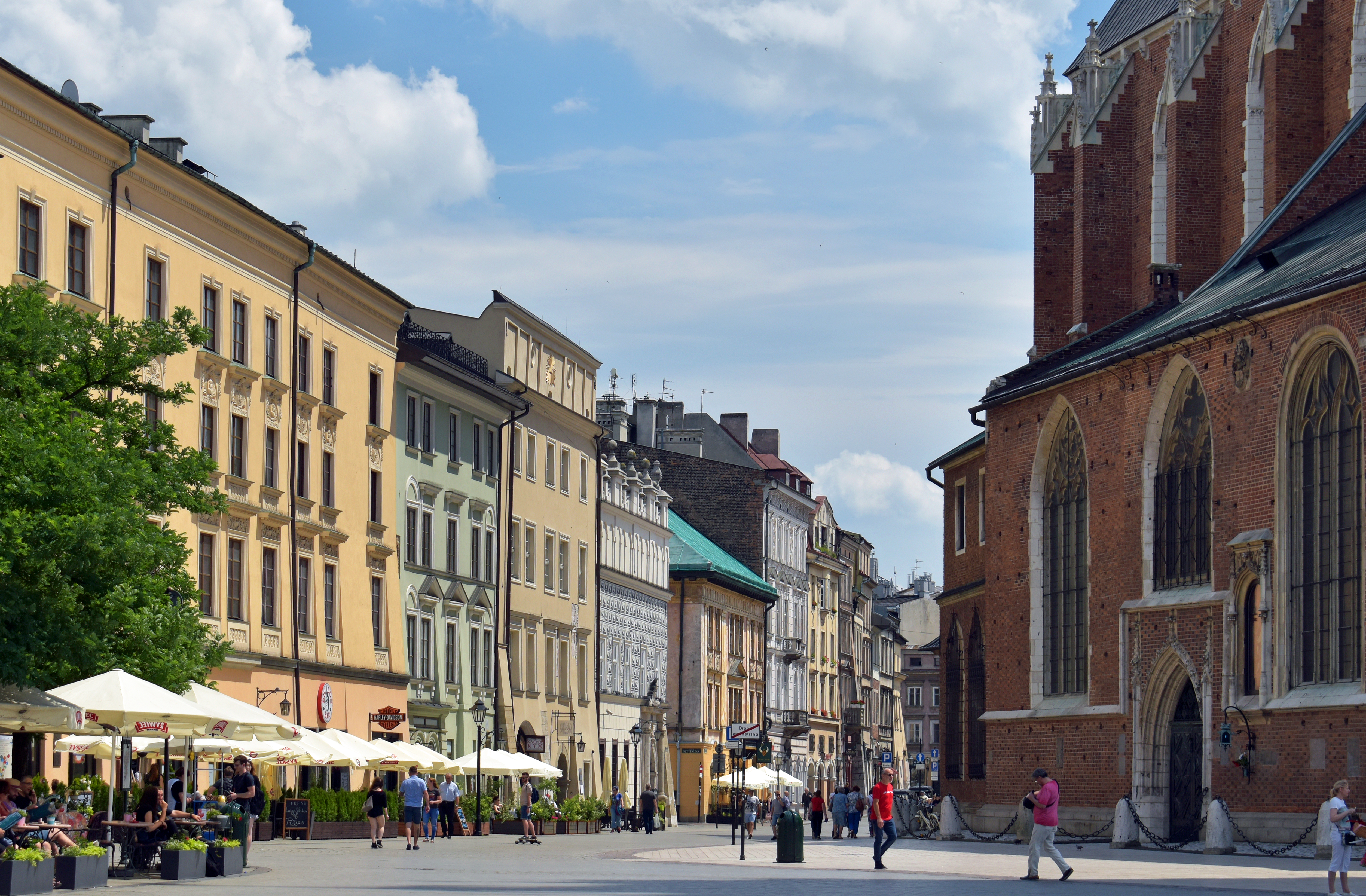
Площа Святої Марії, північна частина
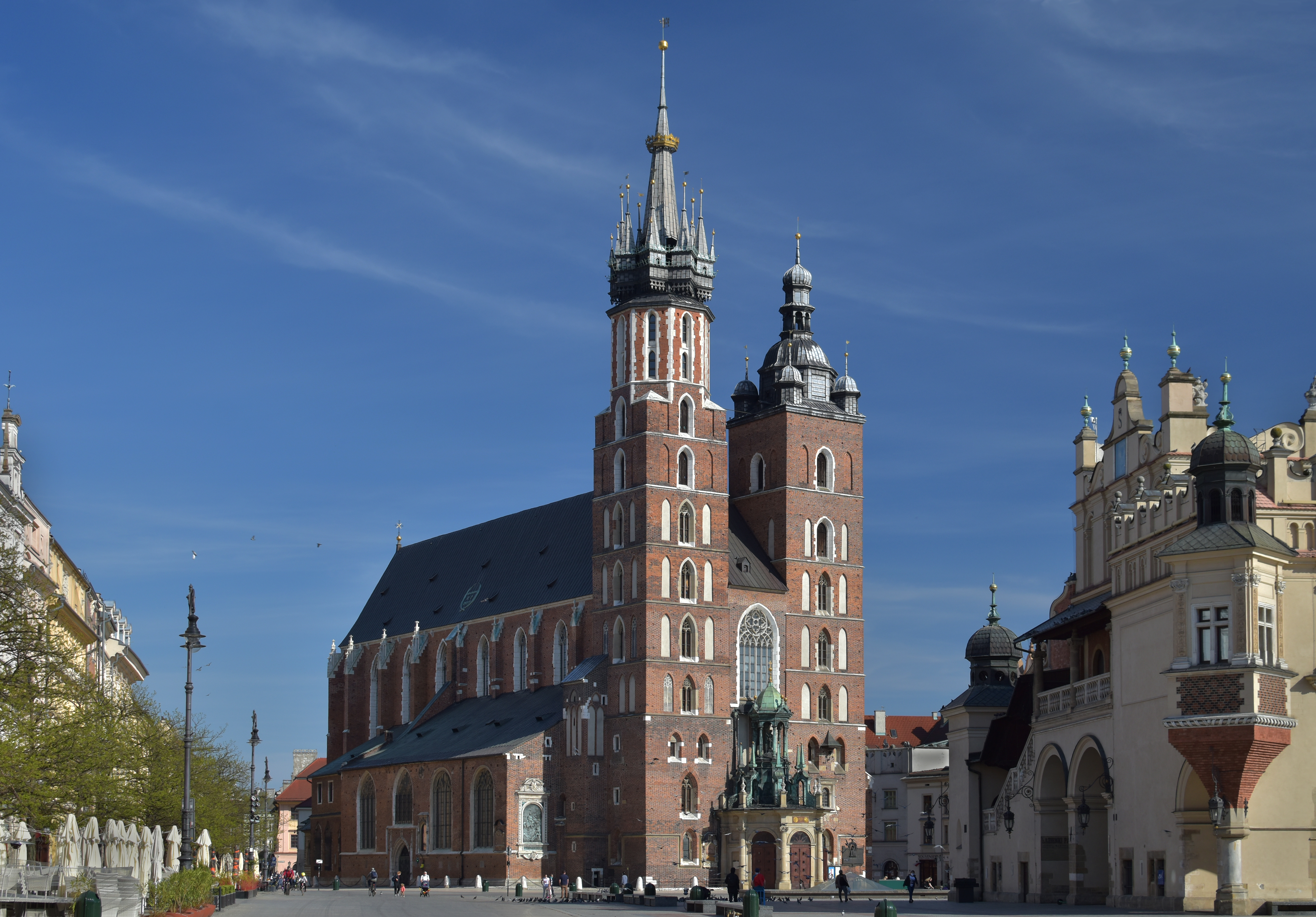
Посеред площі стоїть костел Св. Марії
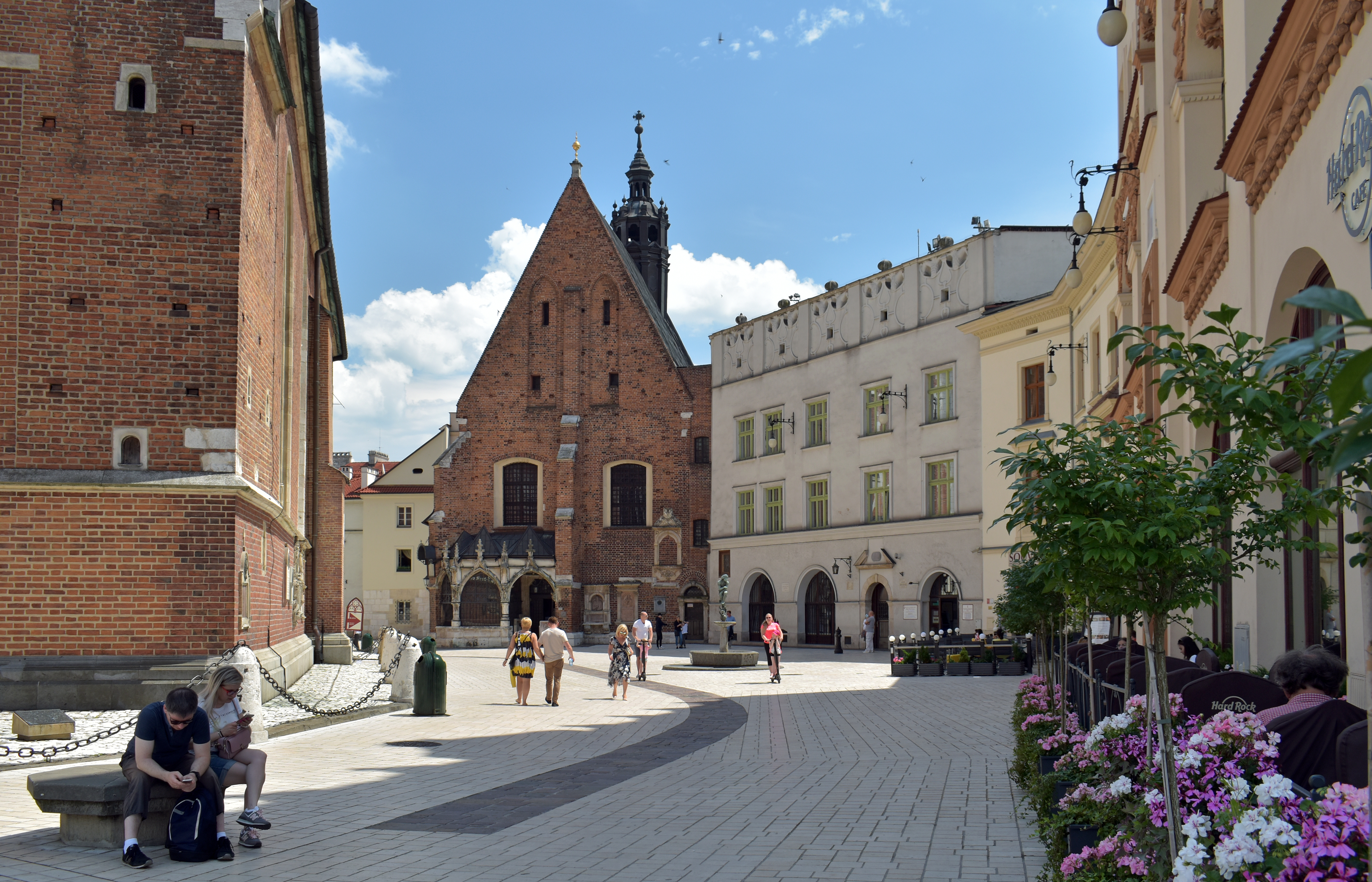
Південна частина
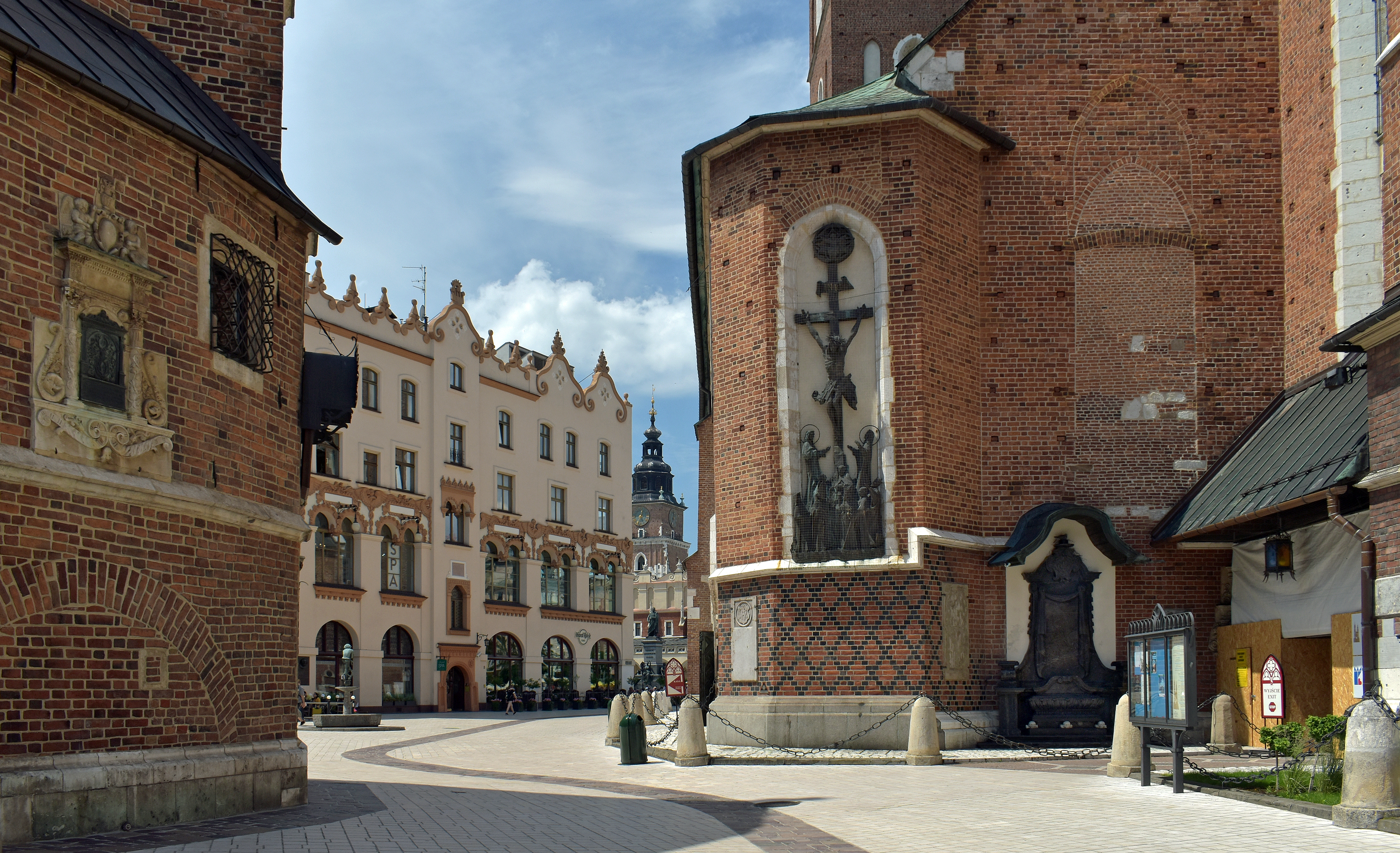
Погляд на площу зі сходу. Темний куб позначає межу колишнього кладовища навколо костелу Св. Марії.
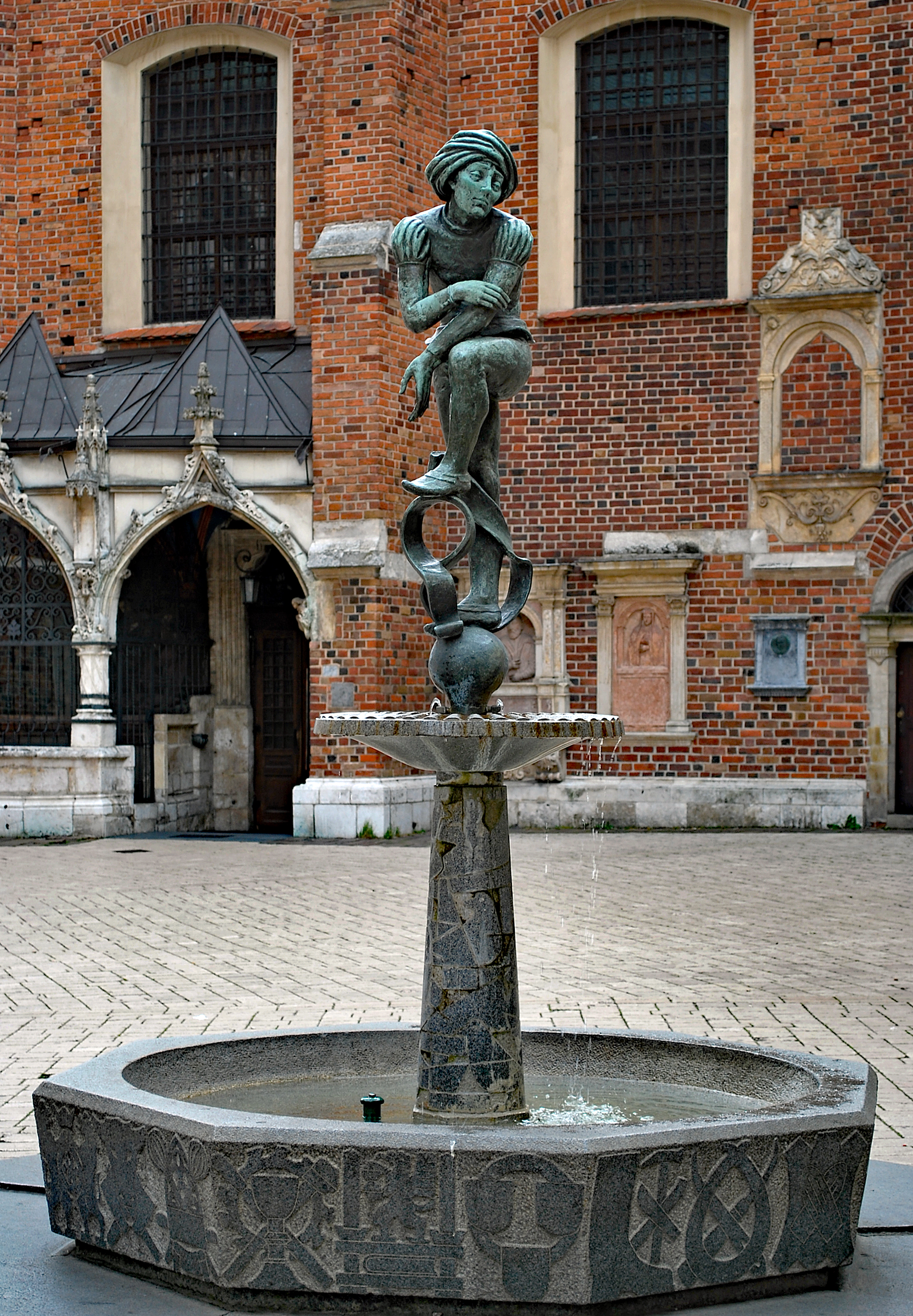
Фонтан – пам'ятник студенту
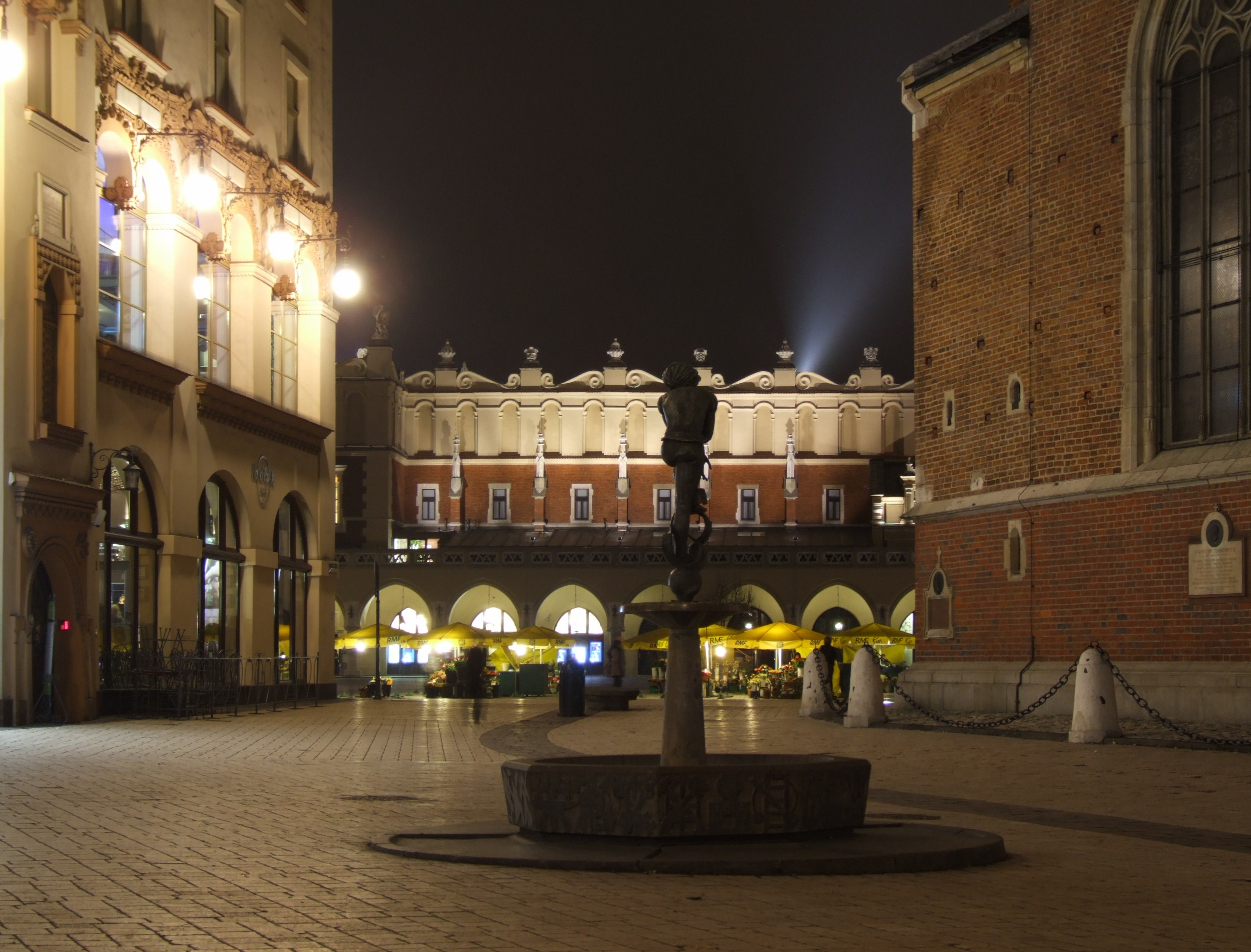
Площа Святої Марії вночі

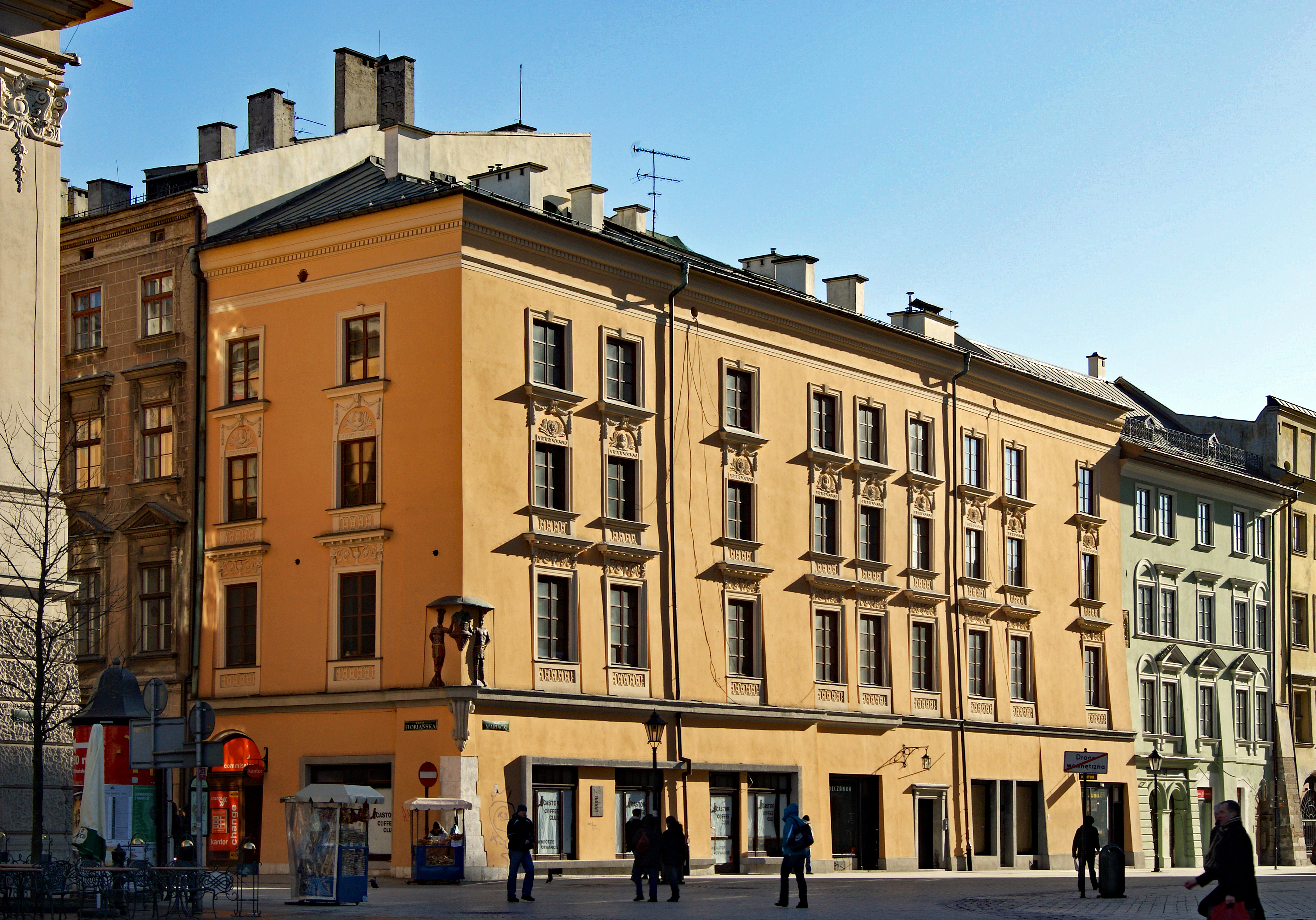
Пл. Святої Марії 1 (вул.Флоріанська 1) Кам'яниця під ефіопами
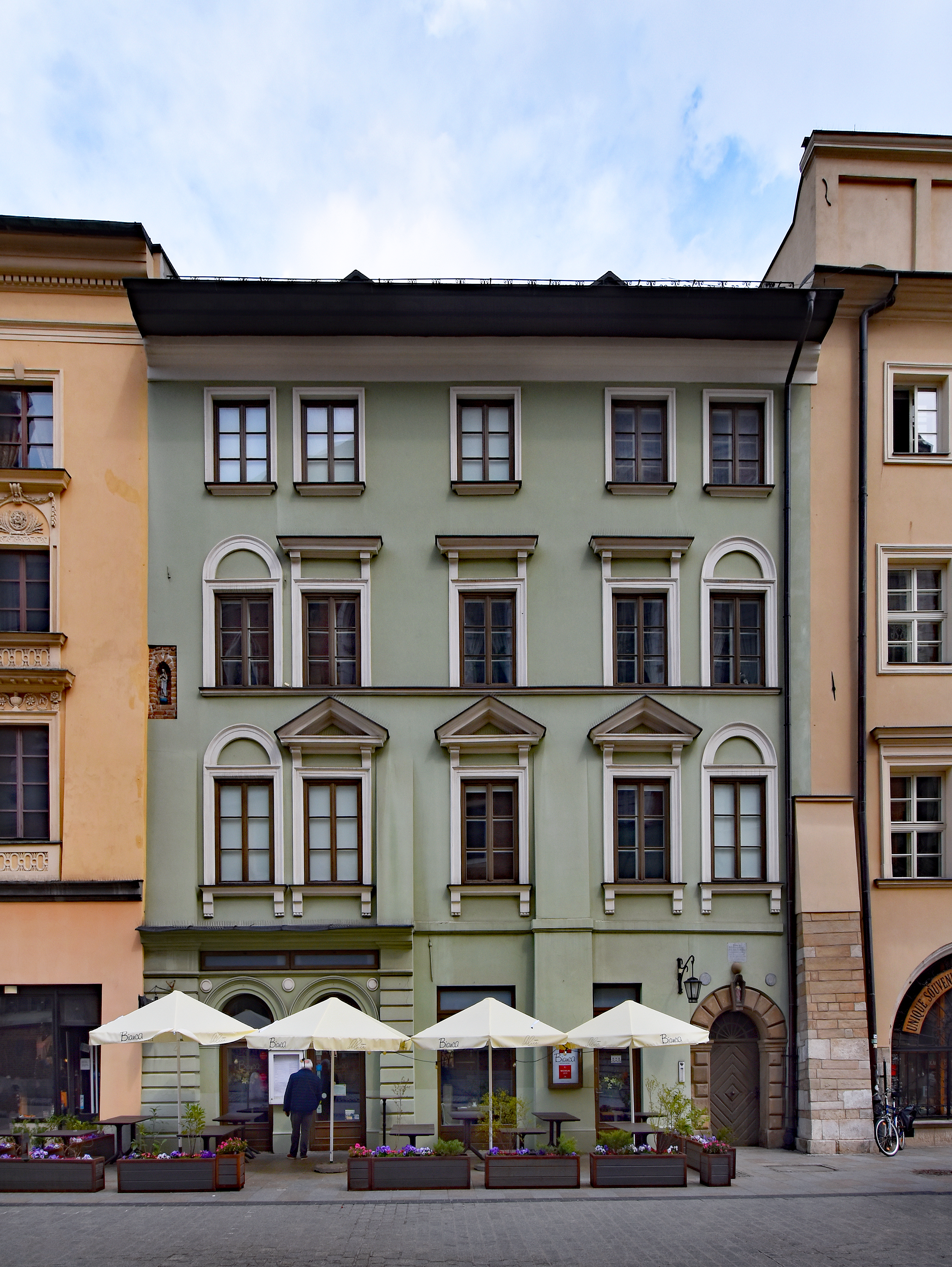
Пл. Святої Марії 2 Кам'яниця пенітенціаріїв
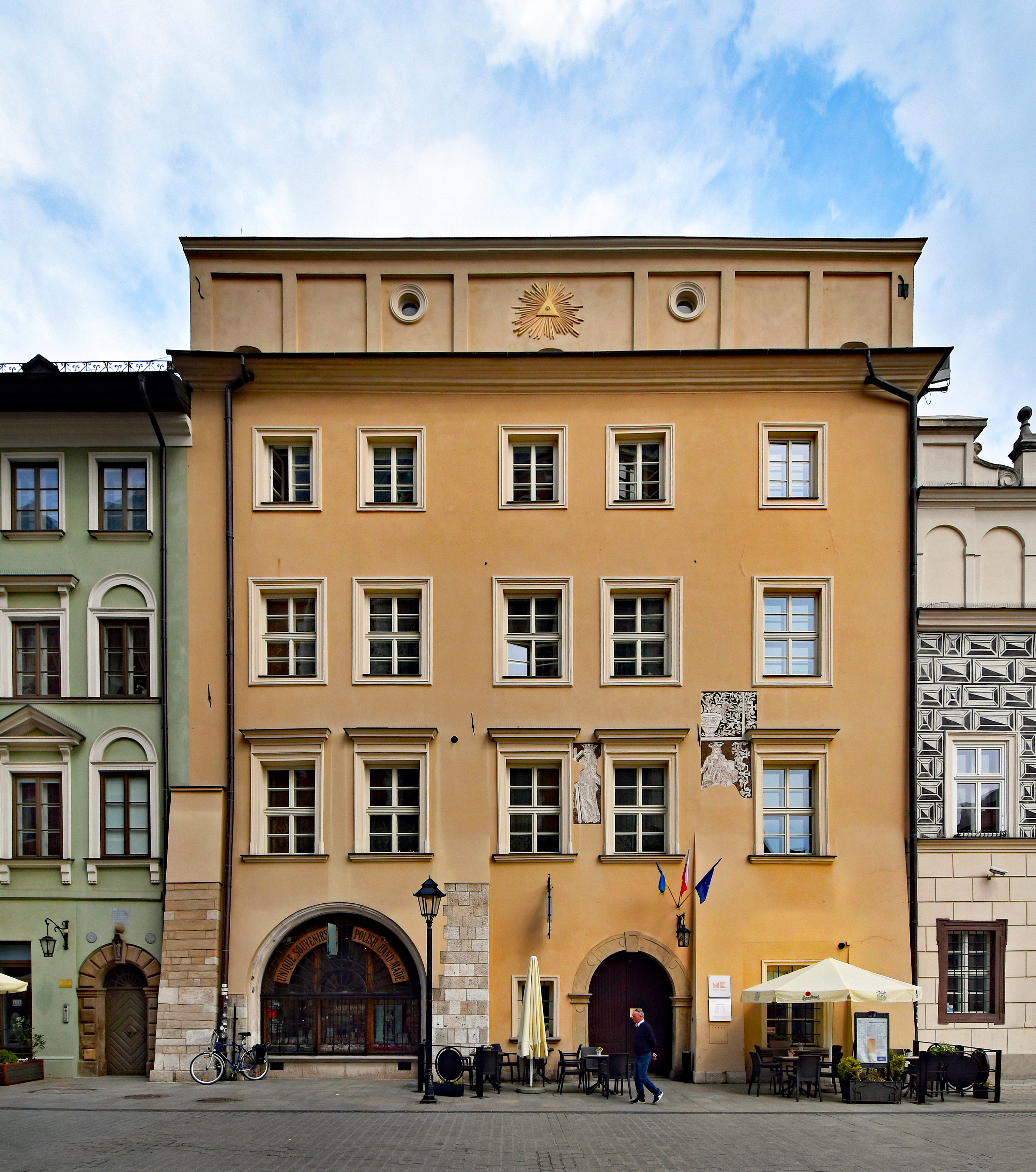
Пл. Святої Марії 3 Кам'яниця Хіполитов
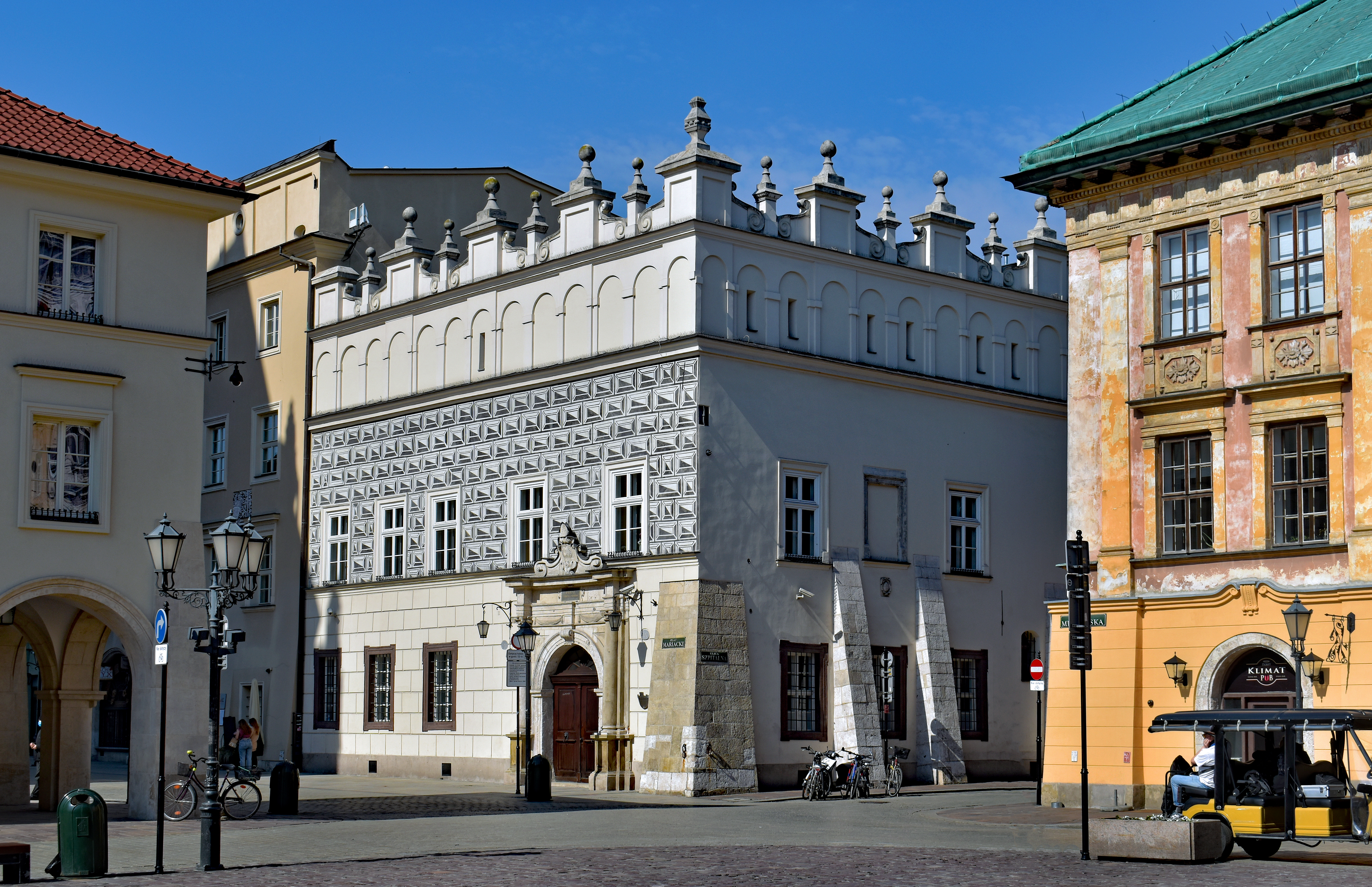
Пл. Святої Марії 4 (вул. Шпитальна 2) Прелат костелу Св. Марії
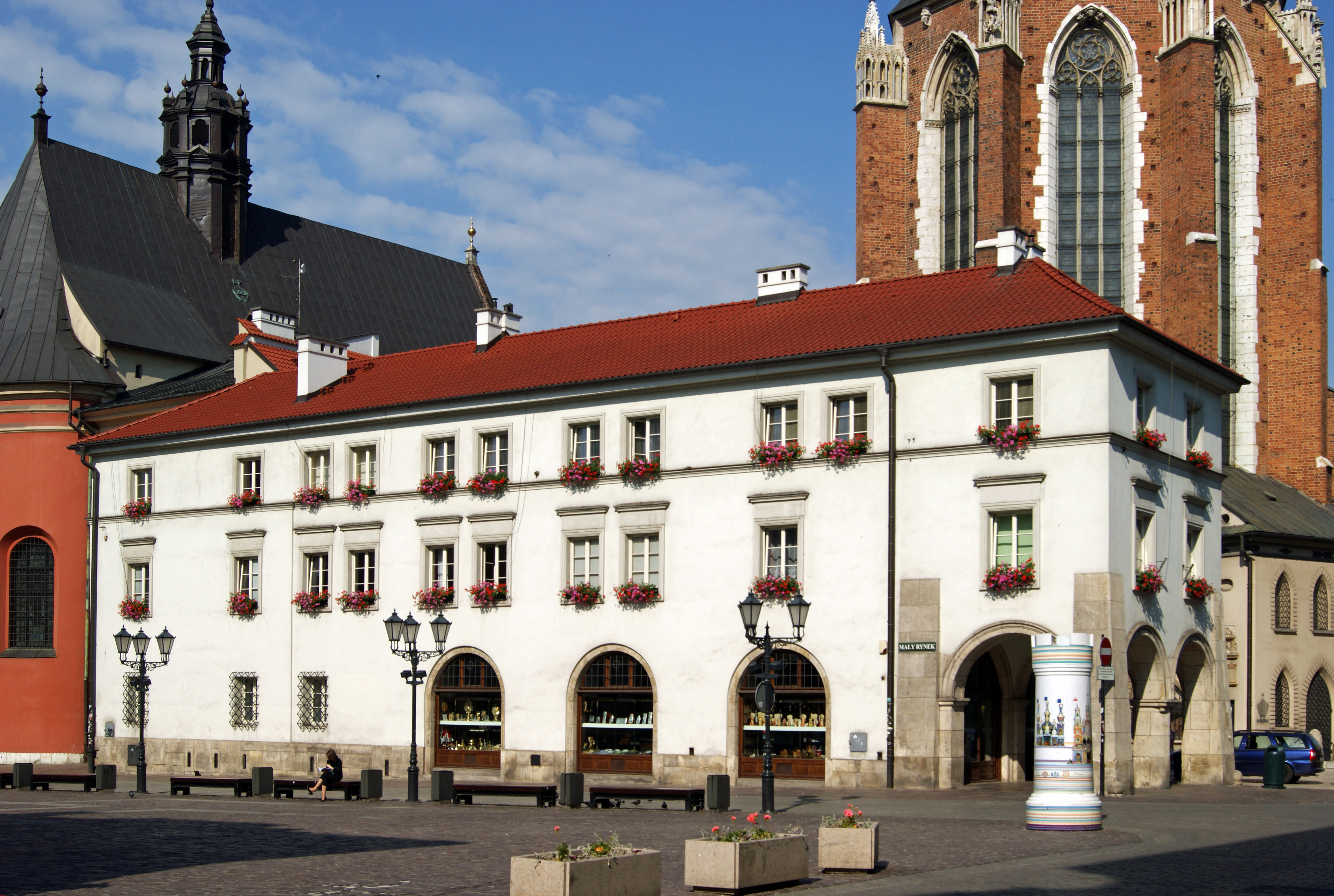
Пл. Святої Марії 5 Намісництво костелу Св. Марії
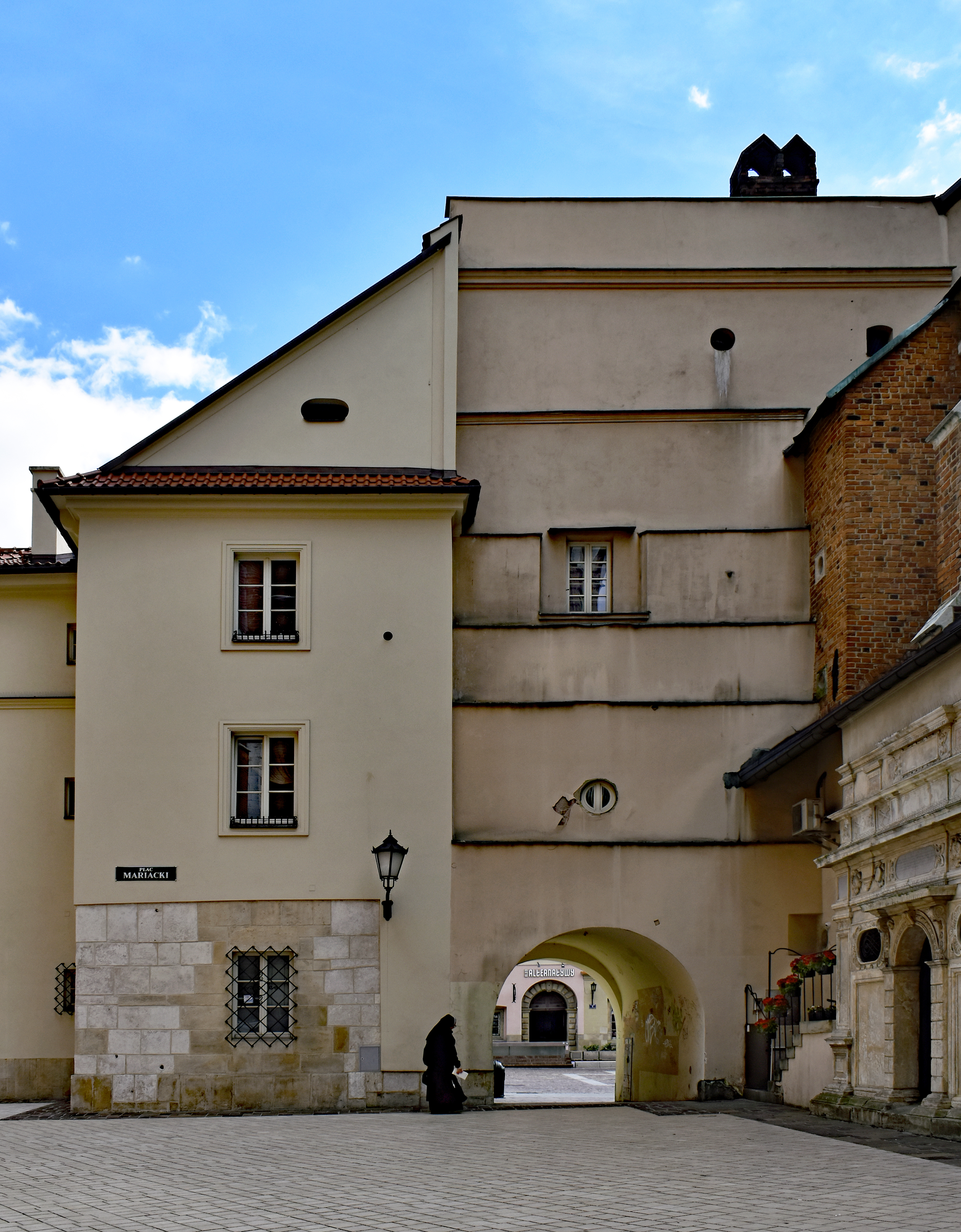
Пл. Святої Марії 6 Будинок над брамою
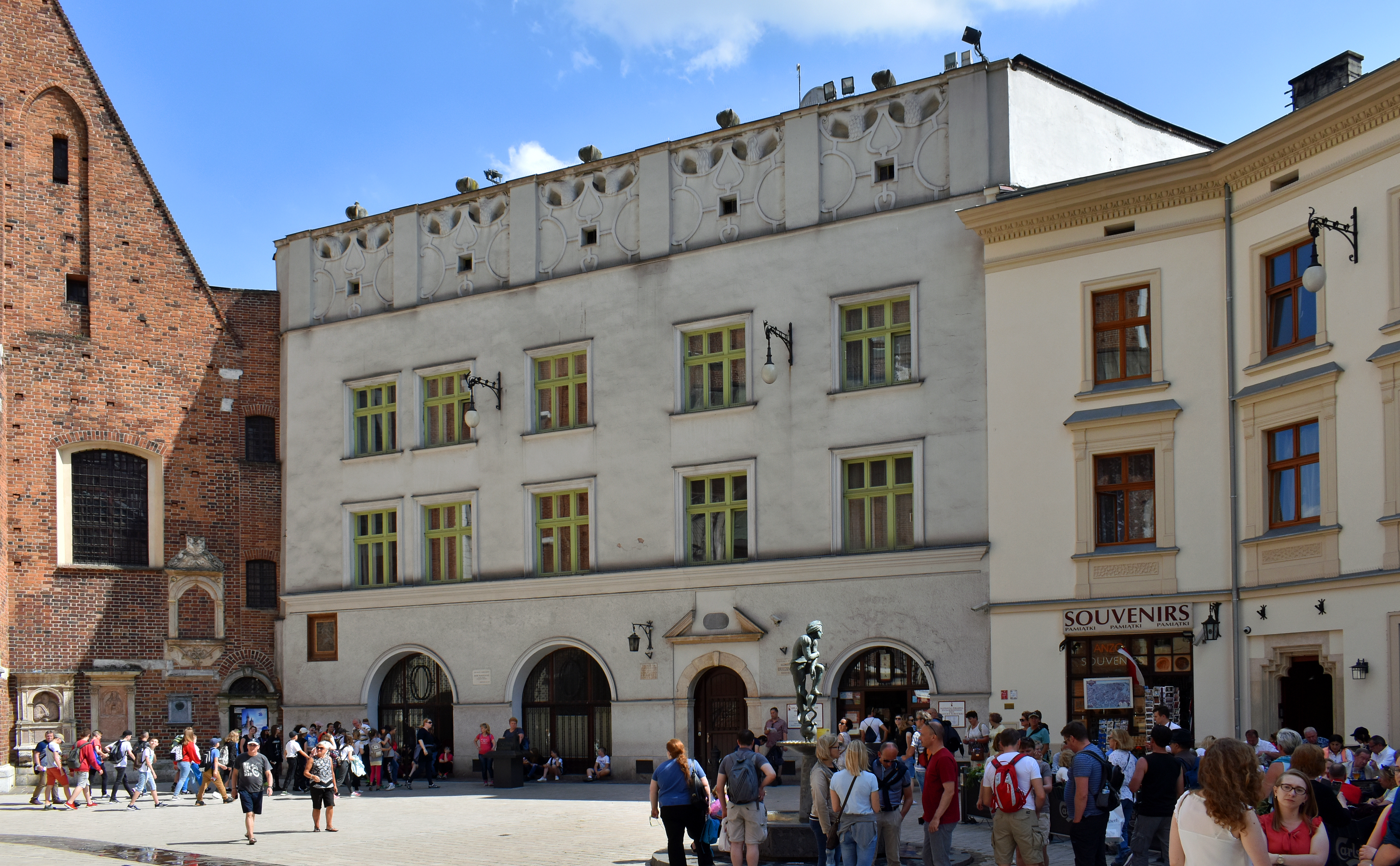
Пл. Святої Марії 7 Будинок мансіонських священиків
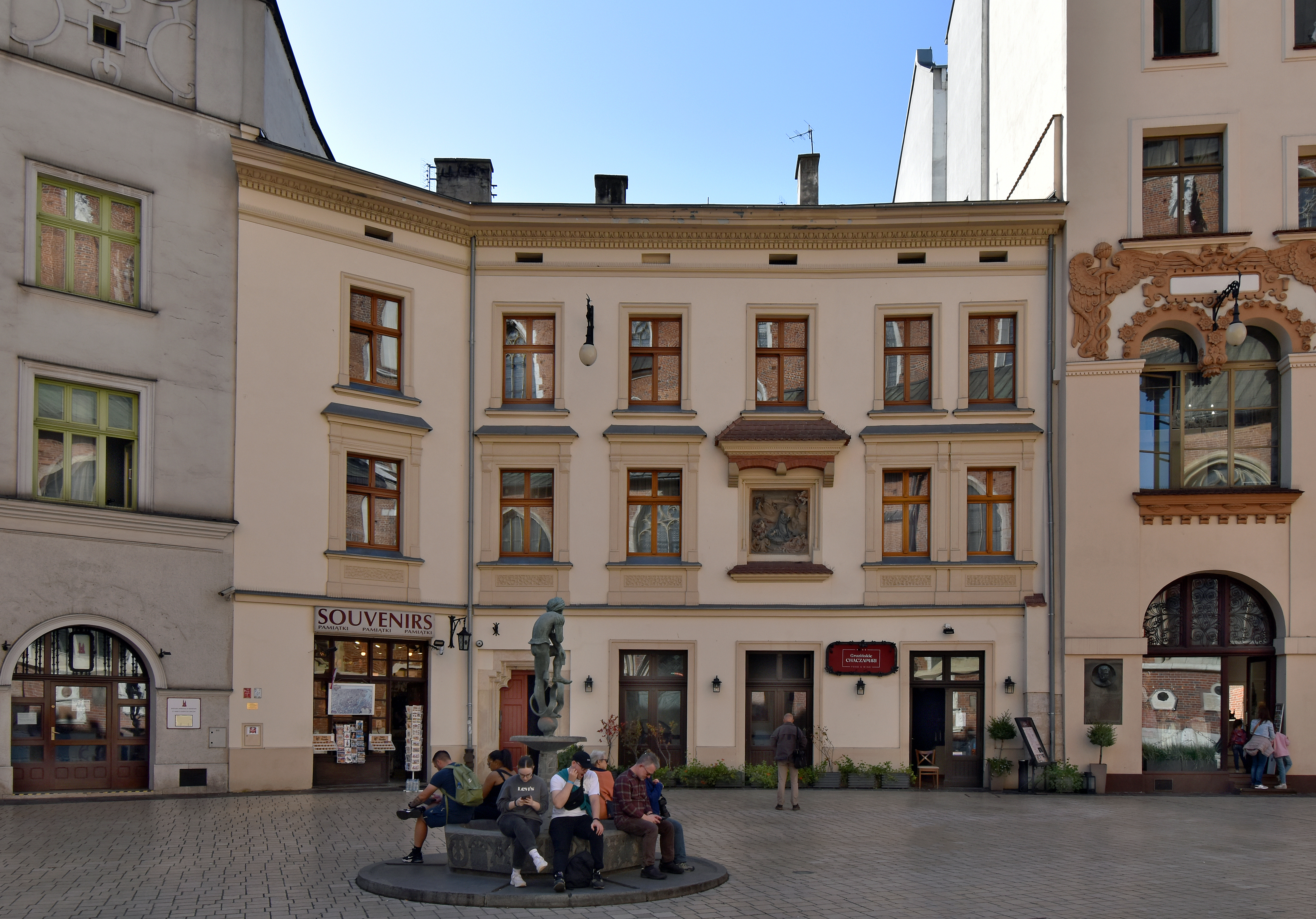
Пл. Святої Марії 8 Кам'яниця під Гетсиманією
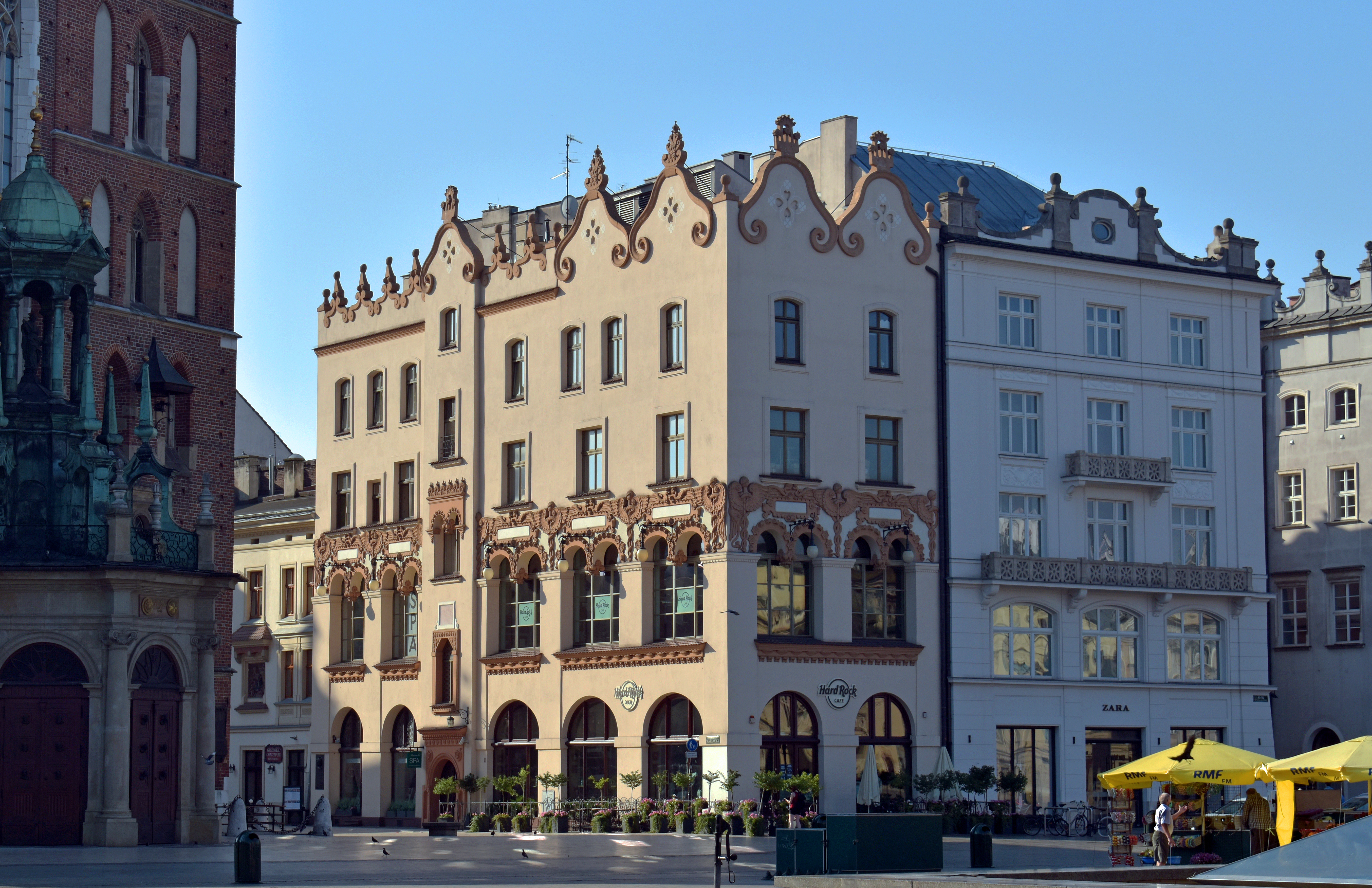
Пл. Святої Марії 9 (Головний Ринок 4) Кам'яниця прикажчика